# Dasvidaniya
Dasvidaniya (Do widzenia po ros.) – bollywoodzki komediodramat rodzinny z 2008 roku wyreżyserowany przez debiutanta Shashant Shaha. W roli głównej Vinay Pathak. W drugoplanowych Saurabh Shukla, Neha Dhupia, Rajat Kapoor i Ranvir Shorey. To historia kogoś, kto dowiedziawszy się, że za kilka miesięcy umrze, zaczyna żyć pełnią życia mierząc się z rzeczami odkładanymi na później, jednając się i okazując wdzięczność.

## Fabuła
Amar Kaul (Vinay Pathak), urzędnik w bombajskiej firmie to ktoś, kogo, latami się nie zauważa, a jeśli już to po to, by go wykorzystać. Codziennie w milczeniu znosi on od swego szefa (Saurabh Shukla) każde upokorzenie. Nieśmiały, mimo swych 37 lat samotny, żyje pracą i troską o matkę (Sarita Joshi) rozumiejącą lepiej bohaterów telewizyjnych seriali niż swego syna. Każdy dzień rozpoczyna listą rzeczy do załatwienia. Nic nie znaczących, monotonnych obowiązków. Pewnego dnia jednak Amar zostaje brutalnie przebudzony z tego letargu nudy i podporządkowania. Od lekarza słyszy, że dokuczający mu ostatnio ból brzucha to rak w zaawansowanym stadium. Mający przed sobą zaledwie kilka miesięcy życia Amar tworzy listę 10 rzeczy, które chce zrobić, zanim umrze. Na tej liście są imiona osób, z którymi więź została urwana: Nehy Bhanodh (Neha Dhupia), szkolnej miłości Amara, przyjaciela z dzieciństwa Rajiva Jhulki (Rajat Kapoor) i Viveka (Gaurav Gera), niewidzianego od lat brata.

## Obsada
- Vinay Pathak – Amar Kaul
- Neha Dhupia – Neha
- Rajat Kapoor – Rajiv
- Sarita Joshi – Maa
- Gaurav Gera – Vivek
- Manoylo Svitlana –Tatanya
- Saurabh Shukla – Boss Dasgupta
- Ranvir Shorey – Jagtap

## Piosenki
Skomponowane i śpiewane przez Kailsh Khera
1. Meri Mumma Pyaari Maa Mama
2. Alvida